# City of London School for Girls
La City of London School for Girls è una scuola privata londinese, per ragazze tra i 7-18 anni di età, fondata da William Ward, un commerciante e mecenate britannico, nel 1894.
È associata alla City of London School (scuola per ragazzi) ed alla City of London Freemen's School (scuola mista per maschi e femmine).
Donne famose che l'hanno frequentata includono Dido Florian Cloud de Bounevialle O'Malley Armstrong, Tasmin Lucia-Khan, Hermione Lee, e Romola Garai. Charlotte Barbour-Condini, la finalista di Young Musician of the Year, del 2012, è attualmente studentessa.